# Guzmania viridiflora
Guzmania viridiflora är en gräsväxtart som beskrevs av Elvira Angela Gross. Guzmania viridiflora ingår i släktet Guzmania och familjen Bromeliaceae. Inga underarter finns listade i Catalogue of Life.